# Antonio J. Rodríguez
Antonio J. Rodríguez (Oviedo, 1987) és un escriptor espanyol.
Autor de diversos llibres, entre els seus títols hi ha l'assaig La nueva masculinidad de siempre (Anagrama, 2020) o la novel·la Candidato (Literatura Random House, 2019), descrita com una de les millors novel·les de la seva generació. Entre el 2013 i el 2018 va exercir com a editor en cap de PlayGround. Actualment exerceix, juntament amb Luna Miguel, com a editor convidat de Caballo de Troya, segell del grup Random House dedicat al descobriment de noves veus de la literatura en castellà. És impulsor d'#Ecrirw, projecte digital per a la difusió de noves literatures europees.

## Obra

### Novel·les
- Fresy Cool, Barcelona: Literatura Random House, 2012
- Vidas perfectas, Barcelona: Literatura Random House, 2016
- Candidato, Barcelona: Literatura Random House, 2019.

### Relats
- Exhumación, con Luna Miguel, Barcelona: Alpha Decay, 2010.
- El principio de incompetencia, Barcelona: Flash Relatos, 2013.
- «El fin del mundo», en Ya no recuerdo qué quería ser de mayor, Barcelona: Temas de Hoy, 2019.

### Assaig
- La nueva masculinidad de siempre, Barcelona: Anagrama, 2020.